# Anolis
Los abaniquillos (Anolis) son un género de lagartos escamosos dactiloidos. Son endémicos de América. Ciertas especies pueden cambiar de color, lo que les da el nombre común  de camaleones americanos. Existen 437 especies según las últimas investigaciones. Anteriormente, se clasificó en la familia Polychrotidae que contenía todos los géneros de abaniquillos, así como al género Polychrus, que contiene a los falsos camaleones. Estudios recientes ubican al género Anolis en la familia Dactyloidae.

## Especies
Se reconocen las siguientes 417 especies:
- Anolis acutus Hallowell, 1856
- Anolis aeneus Gray, 1840
- Anolis aequatorialis Werner, 1894
- Anolis agassizi Stejneger, 1900
- Anolis agueroi (Díaz, Navarro & Garrido, 1998)
- Anolis ahli Barbour, 1925
- Anolis alayoni Estrada & Hedges, 1995
- Anolis alfaroi Garrido & Hedges, 1992
- Anolis aliniger Mertens, 1939
- Anolis allisoni Barbour, 1928
- Anolis allogus Barbour & Ramsden, 1919
- Anolis alocomyos (Köhler, Vargas & Lotzkat, 2014)
- Anolis altae Dunn, 1930
- Anolis altavelensis Noble & Hassler, 1933
- Anolis altitudinalis Garrido, 1985
- Anolis alumina Hertz, 1976
- Anolis alutaceus Cope, 1861
- Anolis alvarezdeltoroi Nieto Montes De Oca, 1996
- Anolis amplisquamosus (McCranie, Wilson & Williams, 1993)
- Anolis anatoloros Ugueto, Rivas, Barros, Sánchez-Pacheco & García-Pérez, 2007
- Anolis anchicayae Poe, Velasco, Miyata & Williams, 2009
- Anolis anfiloquioi Garrido, 1980
- Anolis angusticeps Hallowell, 1856
- Anolis anisolepis Smith, Burley & Fritts, 1968
- Anolis annectens Williams, 1974
- Anolis anoriensis Velasco, Gutiérrez-Cárdenas & Quintero-Ángel, 2010
- Anolis antioquiae Williams, 1985
- Anolis antonii Boulenger, 1908
- Anolis apletolepis Köhler & Hedges, 2016
- Anolis apletophallus Köhler & Sunyer, 2008
- Anolis apollinaris Boulenger, 1919
- Anolis aquaticus Taylor, 1956
- Anolis argenteolus Cope, 1861
- Anolis argillaceus Cope, 1862
- Anolis armouri (Cochran, 1934)
- Anolis auratus Daudin, 1802
- Anolis bahorucoensis Noble & Hassler, 1933
- Anolis baleatus (Cope, 1864)
- Anolis baracoae Schwartz, 1964
- Anolis barahonae Williams, 1962
- Anolis barbatus (Garrido, 1982)
- Anolis barbouri (Schmidt, 1919)
- Anolis barkeri (Schmidt, 1939)
- Anolis bartschi (Cochran, 1928)
- Anolis beckeri Boulenger, 1881
- Anolis bellipeniculus (Myers & Donnelly, 1996)
- Anolis benedikti Lotzkat, Bienentreu, Hertz & Köhler, 2011
- Anolis bicaorum (Köhler, 1996)
- Anolis bimaculatus (Sparrman, 1784)
- Anolis binotatus Peters, 1863
- Anolis biporcatus (Wiegmann, 1834)
- Anolis birama Garrido, 1990
- Anolis bitectus Cope, 1864
- Anolis blanquillanus Hummelinck, 1940
- Anolis boettgeri Boulenger, 1911
- Anolis bombiceps Cope, 1875
- Anolis bonairensis Ruthven, 1923
- Anolis boulengerianus Thominot, 1887
- Anolis brasiliensis Vanzolini & Williams, 1970
- Anolis bremeri Barbour, 1914
- Anolis breslini Schwartz, 1980
- Anolis brevirostris Bocourt, 1870
- Anolis brunneus Cope, 1894
- Anolis calimae Ayala, Harris & Williams, 1983
- Anolis campbelli (Köhler & Smith, 2008)
- Anolis capito Peters, 1863
- Anolis caquetae Williams, 1974
- Anolis carlliebi Köhler, Trejo Pérez, Petersen & Méndez De La Cruz, 2014
- Anolis carlostoddi (Williams, Praderio & Gorzula, 1996)
- Anolis carolinensis Voigt, 1832
- Anolis carpenteri Echelle, Echelle & Fitch, 1971
- Anolis casildae Arosemena, Ibáñez & De Sousa, 1991
- Anolis caudalis Cochran, 1932
- Anolis centralis Peters, 1970
- Anolis chamaeleonides Duméril & Bibron, 1837
- Anolis charlesmyersi Köhler, 2010
- Anolis chloris Boulenger, 1898
- Anolis chlorocyanus Duméril & Bibron, 1837
- Anolis chlorodius Köhler & Hedges, 2016
- Anolis christophei Williams, 1960
- Anolis chrysolepis Duméril & Bibron, 1837
- Anolis chrysops Lazell, 1964
- Anolis clivicola Barbour & Shreve, 1935
- Anolis cobanensis Stuart, 1942
- Anolis coelestinus Cope, 1862
- Anolis compressicauda Smith & Kerster, 1955
- Anolis concolor Cope, 1862
- Anolis confusus Estrada & Garrido, 1991
- Anolis conspersus Garman, 1887
- Anolis cooki Grant, 1931
- Anolis crassulus Cope, 1864
- Anolis cristatellus Duméril & Bibron, 1837
- Anolis cristifer Smith, 1968
- Anolis cryptolimifrons Köhler & Sunyer, 2008
- Anolis cupeyalensis Peters, 1970
- Anolis cupreus Hallowell, 1860
- Anolis cuprinus Smith, 1964
- Anolis cuscoensis Poe, Yáñez-Miranda & Lehr, 2008
- Anolis cusuco (McCranie, Köhler & Wilson, 2000)
- Anolis cuvieri Merrem, 1820
- Anolis cyanopleurus Cope, 1861
- Anolis cyanostictus Mertens, 1939
- Anolis cybotes Cope, 1862
- Anolis cymbops Cope, 1864
- Anolis damulus Cope, 1864
- Anolis danieli Williams, 1988
- Anolis darlingtoni (Cochran, 1935)
- Anolis datzorum Köhler, Ponce, Sunyer & Batista, 2007
- Anolis delafuentei Garrido, 1982
- Anolis deltae Williams, 1974
- Anolis demissus Schwartz, 1969
- Anolis desechensis Heatwole, 1976
- Anolis desiradei Lazell, 1964
- Anolis dissimilis Williams, 1965
- Anolis distichus Cope, 1861
- Anolis divius Köhler & Hedges, 2016
- Anolis dolichocephalus Williams, 1963
- Anolis dollfusianus Bocourt, 1873
- Anolis duellmani Fitch & Henderson, 1973
- Anolis dunni Smith, 1936
- Anolis eladioi Köhler & Hedges, 2016
- Anolis elcopeensis Poe, Scarpetta & Schaad, 2015
- Anolis equestris Merrem, 1820
- Anolis ernestwilliamsi Lazell, 1983
- Anolis etheridgei Williams, 1962
- Anolis eugenegrahami Schwartz, 1978
- Anolis eulaemus Boulenger, 1908
- Anolis euskalerriari (Barros, Williams & Viloria, 1996)
- Anolis evermanni Stejneger, 1904
- Anolis extremus Garman, 1887
- Anolis fairchildi Barbour & Shreve, 1935
- Anolis fasciatus Boulenger, 1885
- Anolis ferreus (Cope, 1864)
- Anolis festae Peracca, 1904
- Anolis fitchi Williams & Duellman, 1984
- Anolis forresti Barbour, 1923
- Anolis fortunensis Arosemena & Ibáñez, 1993
- Anolis fowleri Schwartz, 1973
- Anolis fraseri Günther, 1859
- Anolis frenatus Cope, 1899
- Anolis fugitivus Garrido, 1975
- Anolis fungosus Myers, 1971
- Anolis fuscoauratus D’Orbigny, 1837
- Anolis gadovii Boulenger, 1905
- Anolis gaigei Ruthven, 1916
- Anolis garmani Stejneger, 1899
- Anolis garridoi Díaz, Estrada & Moreno, 1996
- Anolis gemmosus O’Shaughnessy, 1875
- Anolis gibbiceps Cope, 1864
- Anolis ginaelisae (Lotzkat, Hertz, Bienentreu & Köhler, 2013)
- Anolis gingivinus Cope, 1864
- Anolis gonavensis Köhler & Hedges, 2016
- Anolis gorgonae Barbour, 1905
- Anolis gracilipes Boulenger, 1898
- Anolis grahami Gray, 1845
- Anolis granuliceps Boulenger, 1898
- Anolis griseus Garman, 1887
- Anolis gruuo Köhler, Ponce, Sunyer & Batista, 2007
- Anolis guafe Estrada & Garrido, 1991
- Anolis guamuhaya (Garrido, Pérez-Beato & Moreno, 1991)
- Anolis guazuma Garrido, 1984
- Anolis gundlachi Peters, 1877
- Anolis haetianus Garman, 1887
- Anolis haguei Stuart, 1942
- Anolis hendersoni Cochran, 1923
- Anolis heterodermus Duméril, 1851
- Anolis hobartsmithi Nieto-Montes De Oca, 2001
- Anolis homolechis (Cope, 1864)
- Anolis huilae Williams, 1982
- Anolis humilis Peters, 1863
- Anolis ibague Williams, 1975
- Anolis ibanezi Poe, Latella, Ryan & Schaad, 2009
- Anolis imias Ruibal & Williams, 1961
- Anolis immaculogularis Köhler, Trejo Pérez, Petersen & Méndez De La Cruz, 2014
- Anolis impetigosus Cope, 1864
- Anolis incredulus Garrido & Moreno, 1998
- Anolis inderenae (Rueda & Hernández-Camacho, 1988)
- Anolis inexpectatus Garrido & Estrada, 1989
- Anolis insignis Cope, 1871
- Anolis insolitus Williams & Rand, 1969
- Anolis intermedius Peters, 1863
- Anolis isolepis (Cope, 1861)
- Anolis jacare Boulenger, 1903
- Anolis johnmeyeri Wilson & McCranie, 1982
- Anolis juangundlachi Garrido, 1975
- Anolis jubar Schwartz, 1968
- Anolis kahouannensis Lazell, 1964
- Anolis kemptoni Dunn, 1940
- Anolis koopmani Rand, 1961
- Anolis kreutzi (McCranie, Köhler & Wilson, 2000)
- Anolis krugi Peters, 1877
- Anolis kunayalae Hulebak, Poe, Ibáñez & Williams, 2007
- Anolis laevis (Cope, 1875)
- Anolis laeviventris (Wiegmann, 1834)
- Anolis lamari Williams, 1992
- Anolis latifrons Berthold, 1846
- Anolis leachii Duméril & Bibron, 1837
- Anolis leditzigorum (Köhler, Vargas & Lotzkat, 2014)
- Anolis lemniscatus Boulenger, 1898
- Anolis lemurinus Cope, 1861
- Anolis leucodera Köhler & Hedges, 2016
- Anolis limifrons Cope, 1862
- Anolis limon Velasco & Hurtado-Gómez, 2014
- Anolis lineatopus Gray, 1840
- Anolis lineatus Daudin, 1802
- Anolis liogaster Boulenger, 1905
- Anolis lionotus Cope, 1861
- Anolis litoralis Garrido, 1975
- Anolis lividus Garman, 1887
- Anolis longiceps Schmidt, 1919
- Anolis longitibialis Noble, 1923
- Anolis loveridgei Schmidt, 1936
- Anolis loysiana Duméril & Bibron, 1837
- Anolis luciae Garman, 1887
- Anolis lucius Duméril & Bibron, 1837
- Anolis luteogularis Noble & Hassler, 1935
- Anolis luteosignifer Garman, 1888
- Anolis lynchi Miyata, 1985
- Anolis lyra Poe, Velasco, Miyata & Williams, 2009
- Anolis macilentus Garrido & Hedges, 1992
- Anolis macrinii Smith, 1968
- Anolis macrolepis Boulenger, 1911
- Anolis macrophallus Werner, 1917
- Anolis maculigula Williams, 1984
- Anolis maculiventris Boulenger, 1898
- Anolis magnaphallus Poe & Ibáñez, 2007
- Anolis maia Batista, Vesely, Mebert, Lotzkat & Köhler, 2015
- Anolis marcanoi Williams, 1975
- Anolis mariarum Barbour, 1932
- Anolis marmoratus Duméril & Bibron, 1837
- Anolis marron Arnold, 1980
- Anolis marsupialis Taylor, 1956
- Anolis matudai Smith, 1956
- Anolis maynardi Garman, 1888
- Anolis mccraniai Köhler, Townsend & Petersen, 2016
- Anolis medemi Ayala & Williams, 1988
- Anolis megalopithecus Rueda-Almonacid, 1989
- Anolis megapholidotus Smith, 1933
- Anolis menta Ayala, Harris & Williams, 1984
- Anolis meridionalis Boettger, 1885
- Anolis mestrei Barbour & Ramsden, 1916
- Anolis microlepidotus Davis, 1954
- Anolis microlepis Álvarez Del Toro & Smith, 1956
- Anolis microtus Cope, 1871
- Anolis milleri Smith, 1950
- Anolis mirus Williams, 1963
- Anolis monensis Stejneger, 1904
- Anolis monteverde Köhler, 2009
- Anolis monticola Shreve, 1936
- Anolis morazani Townsend & Wilson, 2009
- Anolis muralla (Köhler, McCranie & Wilson, 1999)
- Anolis nasofrontalis Amaral, 1933
- Anolis naufragus (Campbell, Hillis & Lamar, 1989)
- Anolis neblininus (Myers, Williams & Mcdiarmid, 1993)
- Anolis nebuloides Bocourt, 1873
- Anolis nebulosus (Wiegmann, 1834)
- Anolis nelsoni Barbour, 1914
- Anolis nemonteae[5]
- Anolis nicefori Barbour, 1932
- Anolis nietoi Köhler, Trejo Pérez, Petersen & Méndez De La Cruz, 2014
- Anolis nigrolineatus Williams, 1965
- Anolis noblei Barbour & Shreve, 1935
- Anolis notopholis Boulenger, 1896
- Anolis nubilus Garman, 1887
- Anolis occultus Williams & Rivero, 1965
- Anolis ocelloscapularis (Köhler, McCranie & Wilson, 2001)
- Anolis oculatus (Cope, 1879)
- Anolis oligaspis Cope, 1894
- Anolis olssoni Schmidt, 1919
- Anolis omiltemanus Davis, 1954
- Anolis onca (O’Shaughnessy, 1875)
- Anolis opalinus Gosse, 1850
- Anolis ophiolepis Cope, 1861
- Anolis oporinus Garrido & Hedges, 2001
- Anolis orcesi (Lazell, 1969)
- Anolis ordinatus Cope, 1864
- Anolis ortonii Cope, 1868
- Anolis osa Köhler, Dehling & Köhler, 2010
- Anolis otongae Ayala-Varela & Velasco, 2010
- Anolis oxylophus Cope, 1875
- Anolis pachypus Cope, 1875
- Anolis paravertebralis Bernal-Carlo & Roze, 2005
- Anolis parilis Williams, 1975
- Anolis parvicirculatus Álvarez del Toro & Smith, 1956
- Anolis paternus Hardy, 1967
- Anolis pecuarius Schwartz, 1969
- Anolis pentaprion Cope, 1863
- Anolis peraccae Boulenger, 1898
- Anolis peruensis Poe, Latella, Ayala-Varela, Yáñez-Miranda & Torres-Carvajal, 2015
- Anolis petersii Bocourt, 1873
- Anolis peucephilus Köhler, Trejo-Pérez, Petersen & Méndez de la Cruz, 2014
- Anolis peynadoi Mertens, 1939
- Anolis philopunctatus Rodrigues, 1988
- Anolis phyllorhinus Myers & Carvalho, 1945
- Anolis pigmaequestris Garrido, 1975
- Anolis pijolense (McCranie, Wilson & Williams, 1993)
- Anolis pinchoti Cochran, 1931
- Anolis placidus Hedges & Thomas, 1989
- Anolis planiceps Troschel, 1848
- Anolis podocarpus Ayala-Varela & Torres-Carvajal, 2010
- Anolis poecilopus Cope, 1862
- Anolis poei Ayala-Varela, Troya-Rodríguez, Talero-Rodríguez & Torres-Carvajal, 2014
- Anolis pogus Lazell, 1972
- Anolis polylepis Peters, 1874
- Anolis poncensis Stejneger, 1904
- Anolis porcatus Gray, 1840
- Anolis porcus (Cope, 1864)
- Anolis prasinorius Köhler & Hedges, 2016
- Anolis princeps Boulenger, 1902
- Anolis proboscis Peters & Orces, 1956
- Anolis propinquus Williams, 1984
- Anolis pseudokemptoni Köhler, Ponce, Sunyer & Batista, 2007
- Anolis pseudopachypus Köhler, Ponce, Sunyer & Batista, 2007
- Anolis pseudotigrinus Amaral, 1933
- Anolis pulchellus Duméril & Bibron, 1837
- Anolis pumilus Garrido, 1988
- Anolis punctatus Daudin, 1802
- Anolis purpurescens Cope, 1899
- Anolis purpurgularis (McCranie, Cruz & Holm, 1993)
- Anolis pygmaeus Álvarez del Toro & Smith, 1956
- Anolis quadriocellifer Barbour & Ramsden, 1919
- Anolis quaggulus Cope, 1885
- Anolis quercorum Fitch, 1978
- Anolis quimbaya Moreno-Arias, Miguel A. Méndez-Galeano, Beltrán & Vargas-Ramírez, 2023[6]
- Anolis radulinus Cope, 1862
- Anolis reconditus Underwood & Williams, 1959
- Anolis rejectus Garrido & Schwartz, 1972
- Anolis richardii Duméril & Bibron, 1837
- Anolis richteri (Dunn 1944)[6]
- Anolis ricordii Duméril & Bibron, 1837
- Anolis rimarum Thomas & Schwartz, 1967
- Anolis riparius Chaves, Ryan, Bolaños, Márquez, Köhler & Poe, 2023[7]
- Anolis rivalis Williams, 1984
- Anolis roatanensis (Köhler & McCranie, 2001)
- Anolis robinsoni Chaves, Ryan, Bolaños, Márquez, Köhler & Poe, 2023[7]
- Anolis rodriguezii Bocourt, 1873
- Anolis roosevelti Grant, 1931
- Anolis roquet (Lacépède, 1788)
- Anolis rubiginosus Bocourt, 1873
- Anolis rubribarbaris (Köhler, McCranie & Wilson, 1999)
- Anolis rubribarbus Barbour & Ramsden, 1919
- Anolis ruibali Navarro & Garrido, 2004
- Anolis ruizii Rueda & Williams, 1986
- Anolis rupinae Williams & Webster, 1974
- Anolis sabanus Garman, 1887
- Anolis sacamecatensis Köhler, Trejo Pérez, Petersen & Méndez De La Cruz, 2014
- Anolis sagrei Duméril & Bibron, 1837
- Anolis salvini Boulenger, 1885
- Anolis santamartae Williams, 1982
- Anolis scapularis Boulenger, 1908
- Anolis schiedii (Wiegmann, 1834)
- Anolis schwartzi Lazell, 1972
- Anolis scriptus Garman, 1887
- Anolis scypheus Cope, 1864
- Anolis semilineatus Cope, 1864
- Anolis sericeus Hallowell, 1856
- Anolis serranoi (Köhler, 1999)
- Anolis sheplani Schwartz, 1974
- Anolis shrevei (Cochran, 1939)
- Anolis sierramaestrae Holáňová, Rehák & Frynta, 2012
- Anolis singularis Williams, 1965
- Anolis smallwoodi Schwartz, 1964
- Anolis smaragdinus Barbour & Shreve, 1935
- Anolis sminthus Dunn & Emlen, 1932
- Anolis soinii Poe & Yáñez-Miranda, 2008
- Anolis solitarius Ruthven, 1916
- Anolis spectrum Peters, 1863
- Anolis spilorhipis (Álvarez del Toro & Smith, 1956)
- Anolis squamulatus Peters, 1863
- Anolis stevepoei Köhler, Trejo Pérez, Petersen & Méndez De La Cruz, 2014
- Anolis strahmi Schwartz, 1979
- Anolis stratulus Cope, 1861
- Anolis subocularis Davis, 1954
- Anolis sulcifrons Cope, 1899
- Anolis tandai Avila-Pires, 1995
- Anolis taylori Smith & Spieler, 1945
- Anolis tenorioensis Köhler, 2011
- Anolis terraealtae Barbour, 1915
- Anolis tequendama Moreno-Arias, Miguel A. Méndez-Galeano, Beltrán & Vargas-Ramírez, 2023[6]
- Anolis terueli Navarro, Fernández & Garrido, 2001
- Anolis tetarii (Barros, Williams & Viloria, 1996)
- Anolis tigrinus Peters, 1863
- Anolis toldo Fong & Garrido, 2000
- Anolis tolimensis Werner, 1916
- Anolis torresfundorai Torres, Reilly, Nuñez-Penichet, Reynolds & Glor, 2025[8]
- Anolis townsendi Stejneger, 1900
- Anolis trachyderma Cope, 1875
- Anolis transversalis Duméril, 1851
- Anolis trinitatis Reinhardt & Lütken, 1862
- Anolis triumphalis (Nicholson & Köhler, 2014)
- Anolis tropidogaster Hallowell, 1856
- Anolis tropidolepis Boulenger, 1885
- Anolis tropidonotus Peters, 1863
- Anolis umbrivagus Bernal-Carlo & Roze, 2005
- Anolis uniformis Cope, 1885
- Anolis unilobatus Köhler & Vesely, 2010
- Anolis utilensis (Köhler, 1996)
- Anolis valencienni Duméril & Bibron, 1837
- Anolis vanidicus Garrido & Schwartz, 1972
- Anolis vanzolinii (Williams, Orces, Matheus & Bleiweiss, 1996)
- Anolis vaupesianus Williams, 1982
- Anolis ventrimaculatus Boulenger, 1911
- Anolis vermiculatus Cocteau, 1837
- Anolis vescus Garrido & Hedges, 1992
- Anolis vicarius Williams, 1986
- Anolis villai Fitch & Henderson, 1976
- Anolis viridius Köhler, Townsed & Petersen, 2016
- Anolis vittigerus Cope, 1862
- Anolis wampuensis (McCranie & Köhler, 2001)
- Anolis wattsii Boulenger, 1894
- Anolis websteri Arnold, 1980
- Anolis wellbornae Ahl, 1940
- Anolis wermuthi (Köhler & Obermeier, 1998)
- Anolis whitemani Williams, 1963
- Anolis williamsii Bocourt, 1870
- Anolis williamsmittermeierorum Poe & Yáñez-Miranda, 2007
- Anolis wilsoni Köhler & Hedges, 2016
- Anolis woodi Dunn, 1940
- Anolis yoroensis (McCranie, Nicholson & Köhler, 2001)
- Anolis zapotecorum Köhler, Trejo Pérez, Petersen & Méndez De La Cruz, 2014
- Anolis zeus (Köhler & McCranie, 2001)

## Simbología
En la Amazonia, encontrar un anólido (lagartos llamados localmente "camaleones") indica buena suerte, y matarlos trae un mal agüero o presagio. Aun así, hay quien ignora las leyendas y mata los "camaleones" de la Amazonia para comérselos.[cita requerida]

## Galería de fotos

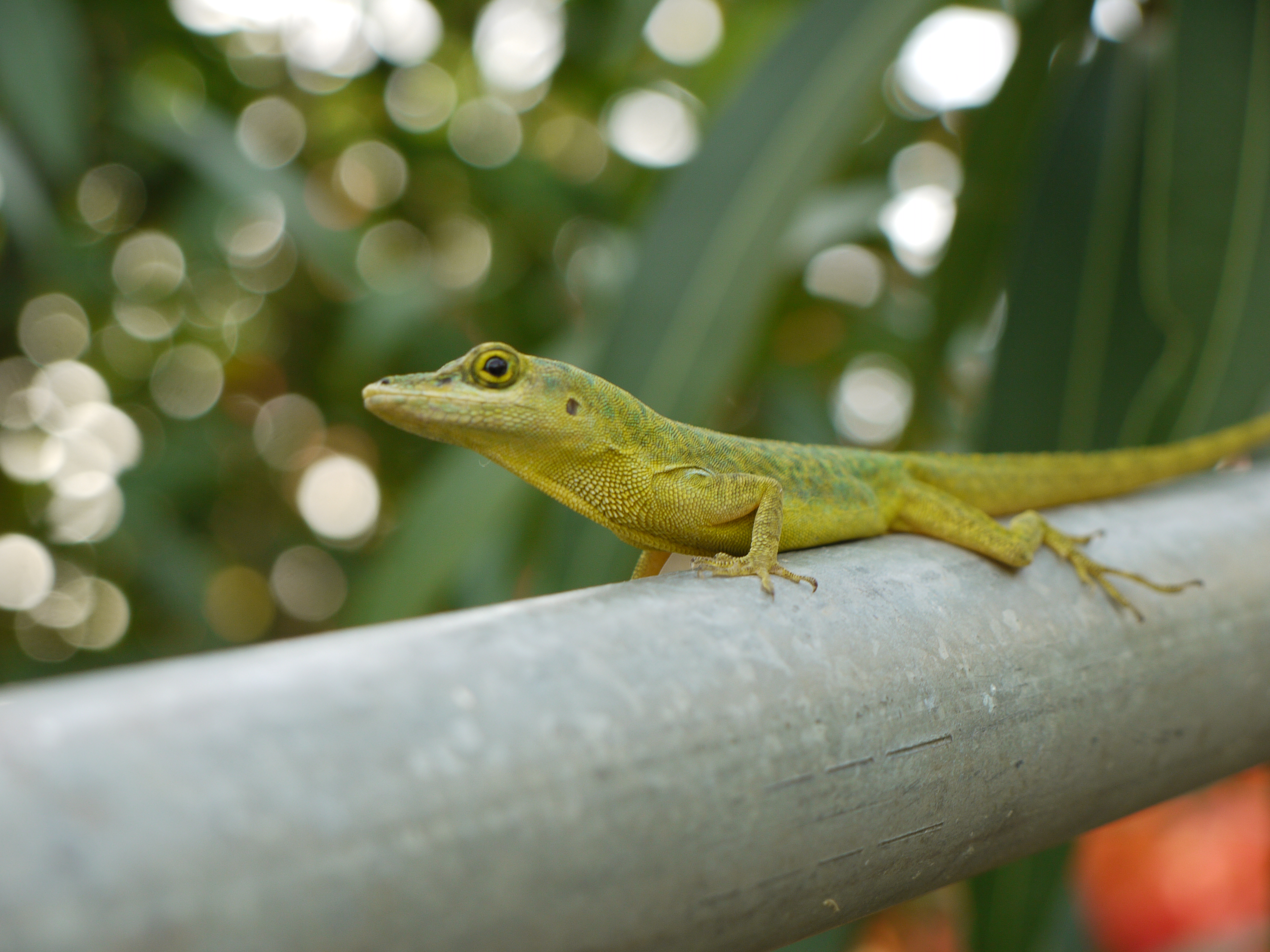
Anolis aeneus
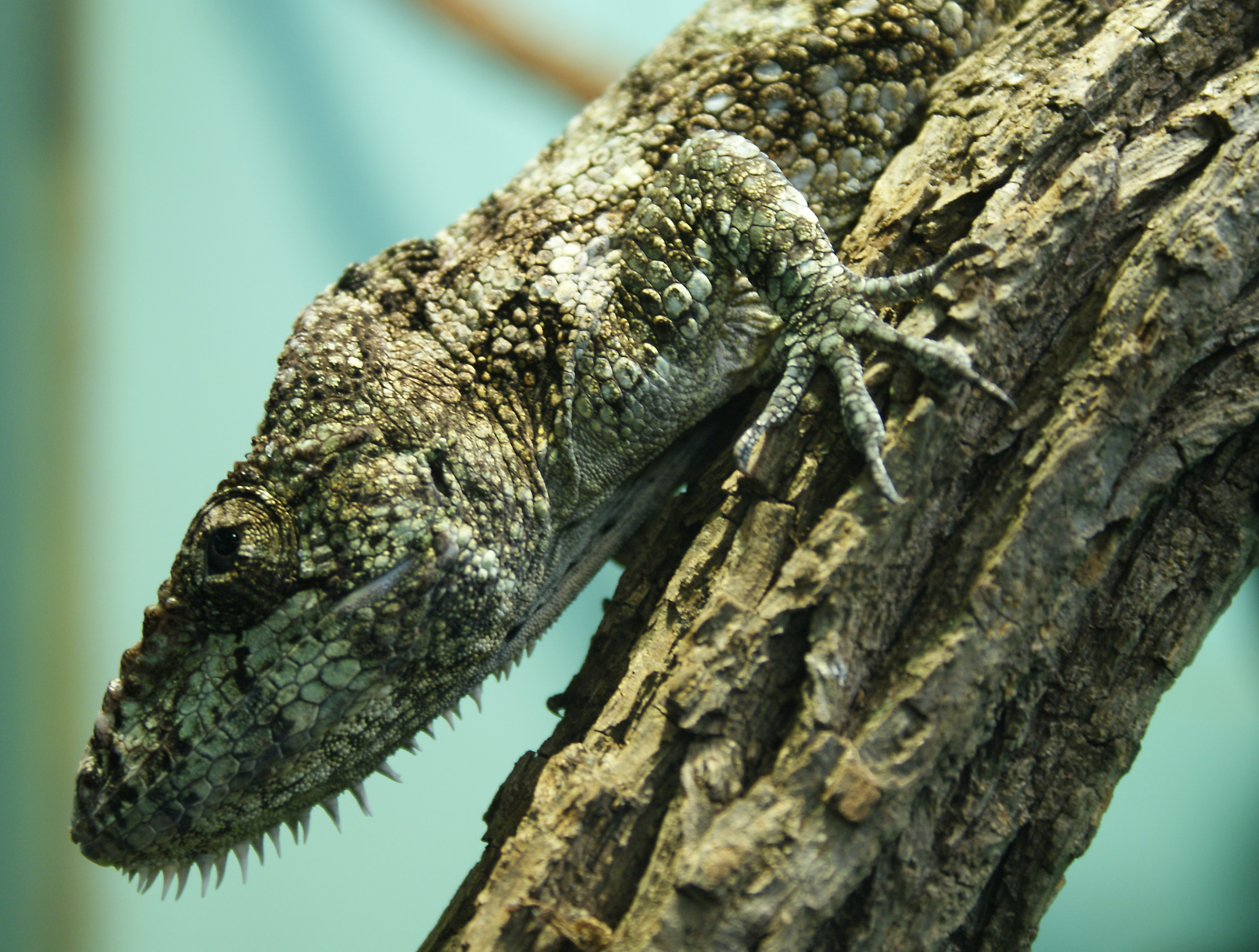
Anolis barbatus
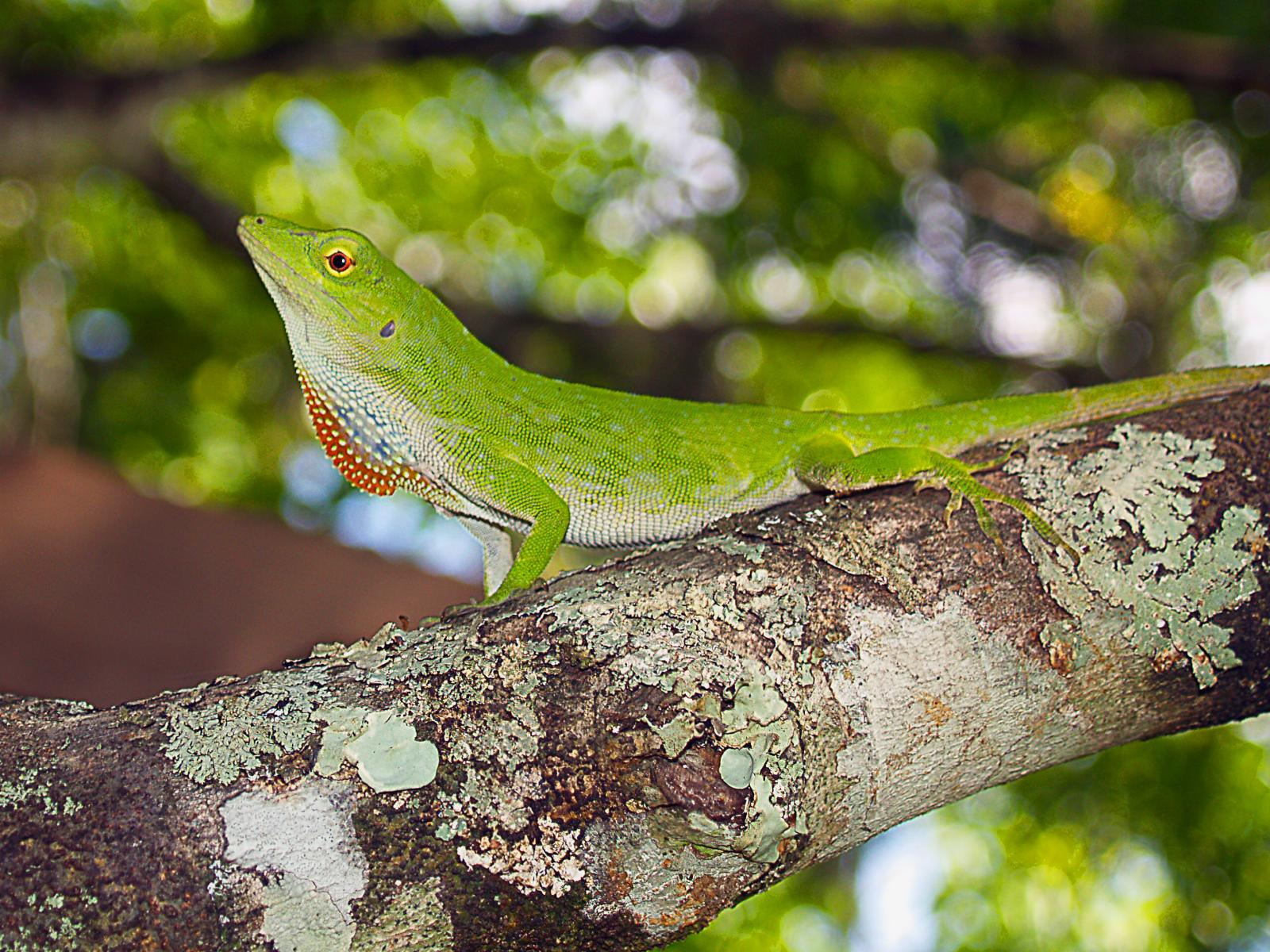
Anolis biporcatus
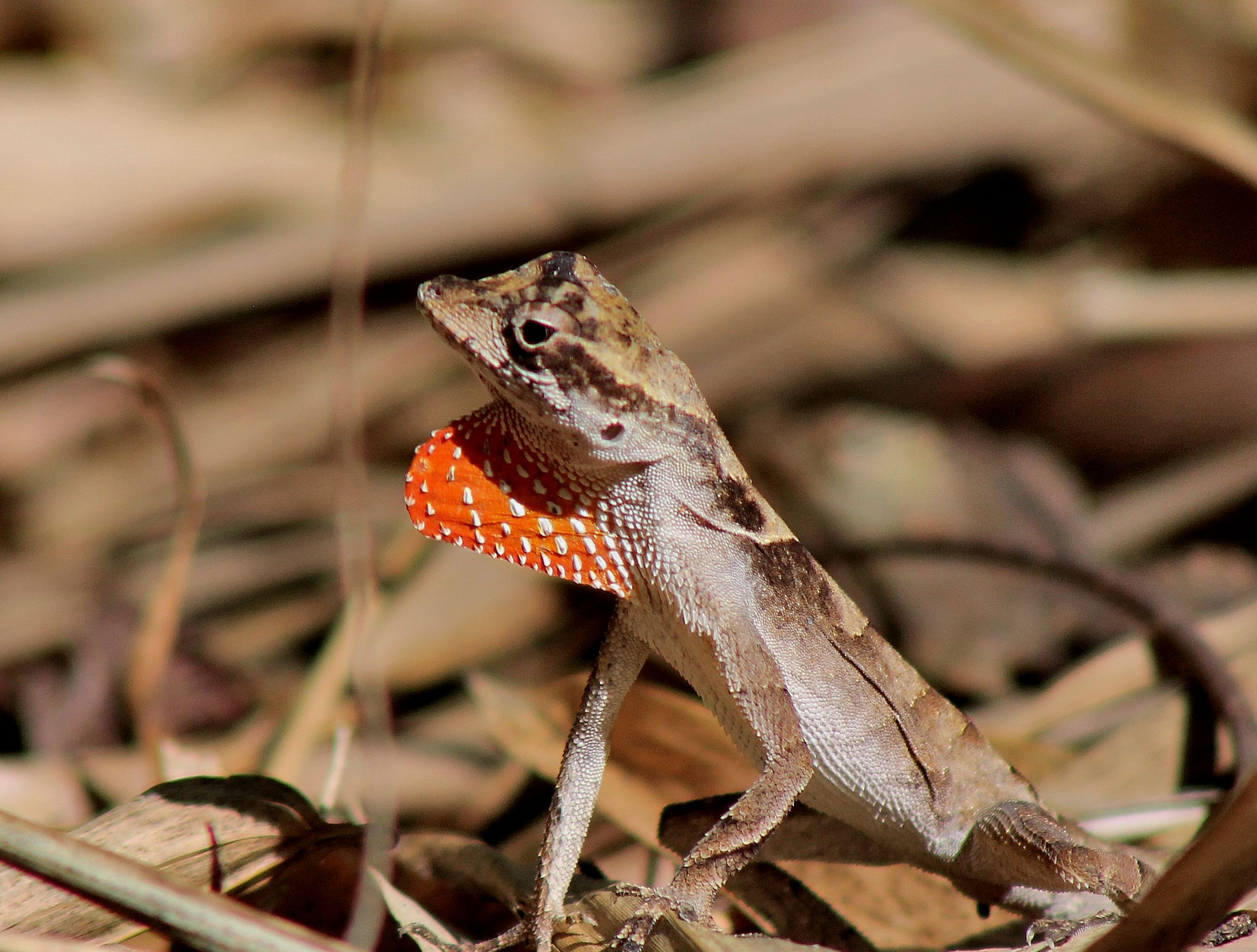
Anolis chrysolepis
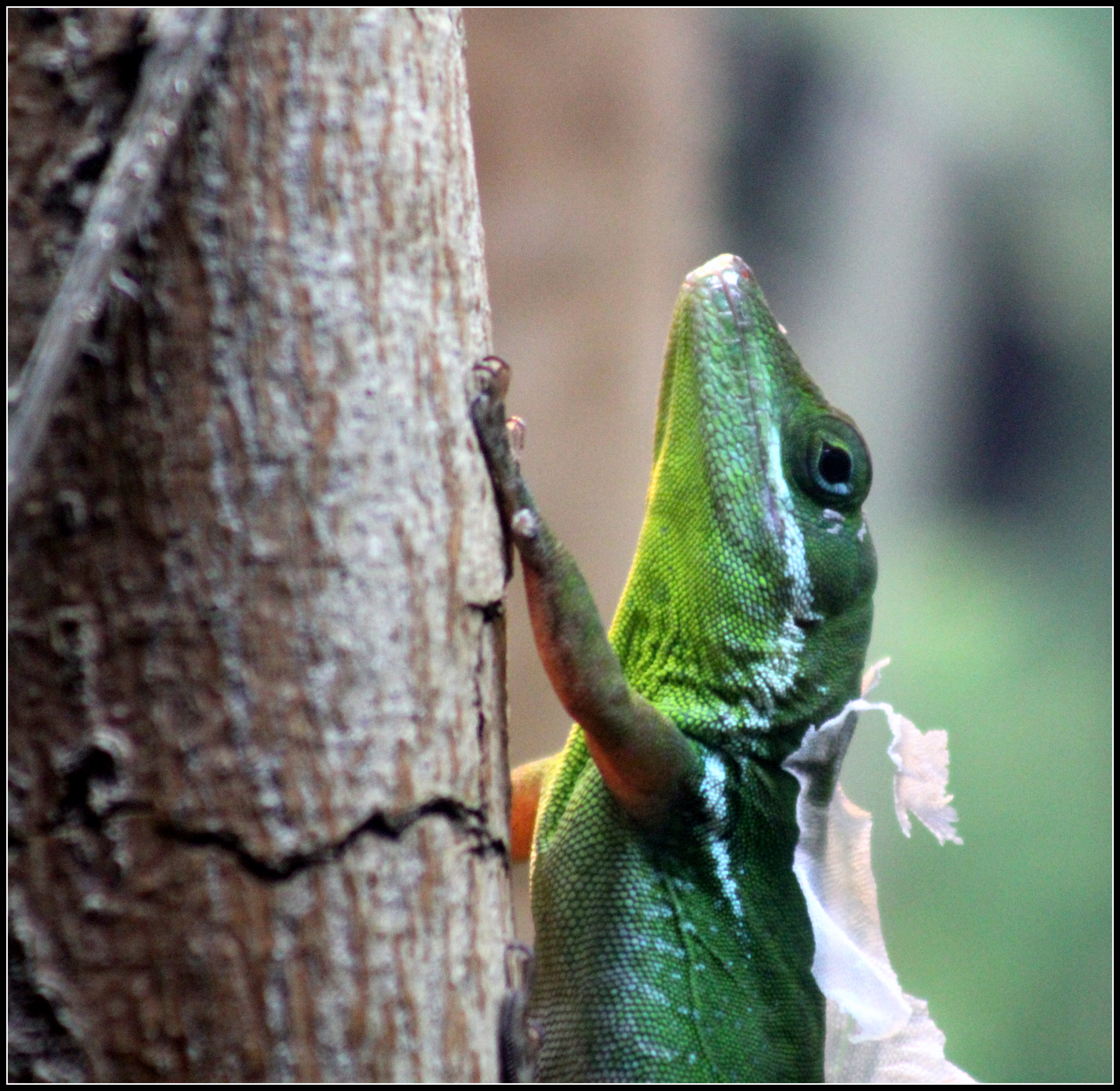
Anolis colestinus
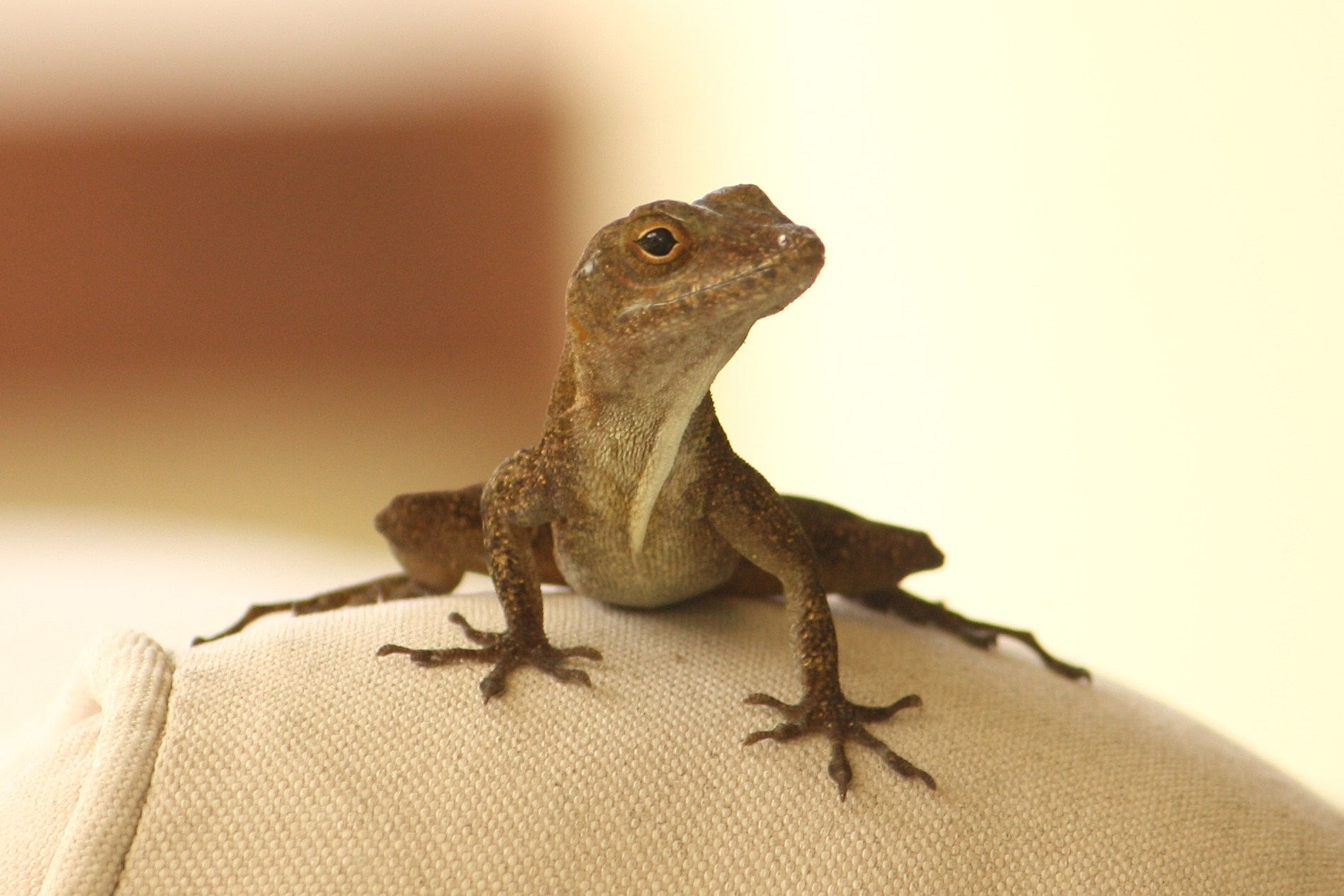
Anolis cristatellus
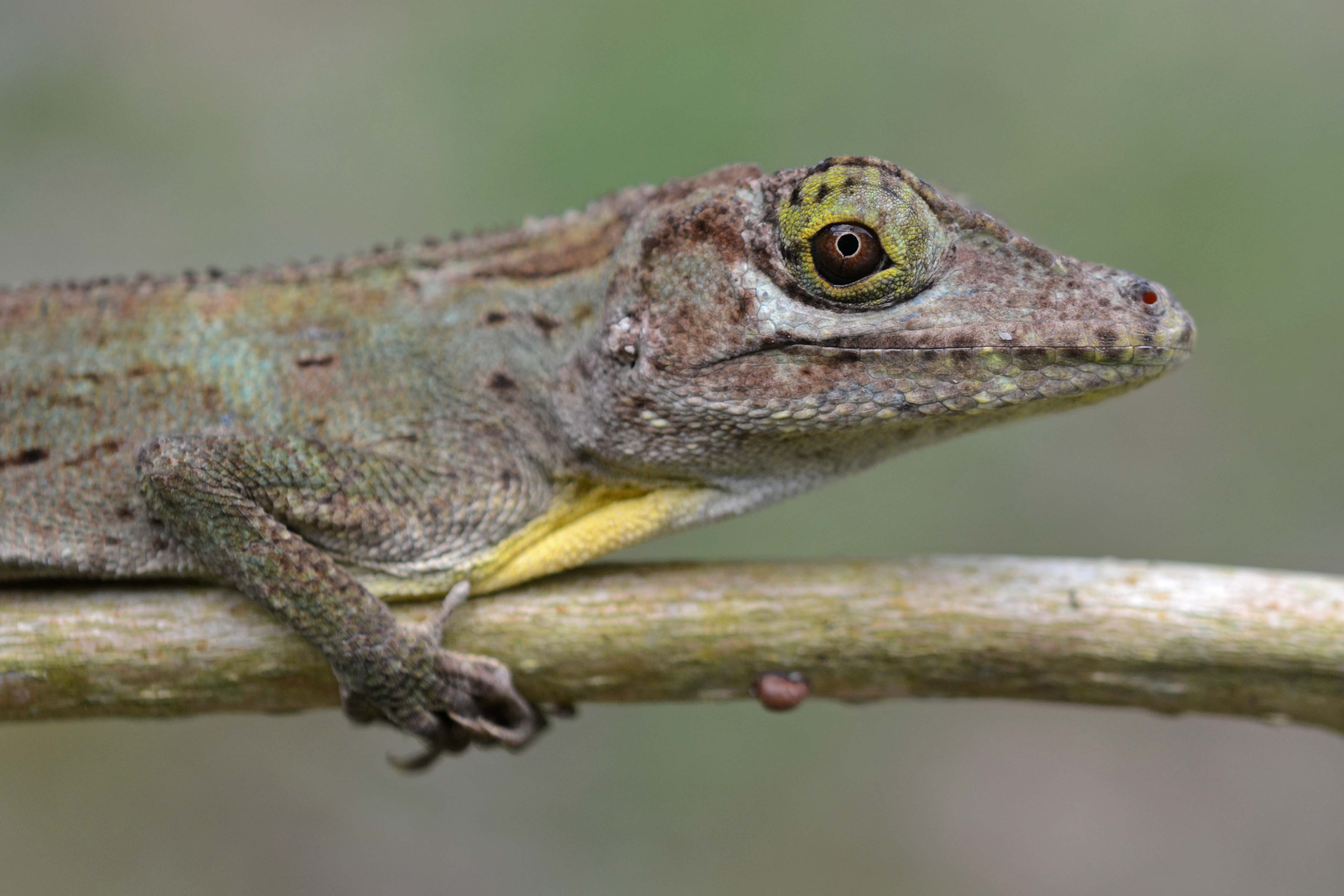
Anolis cuvieri
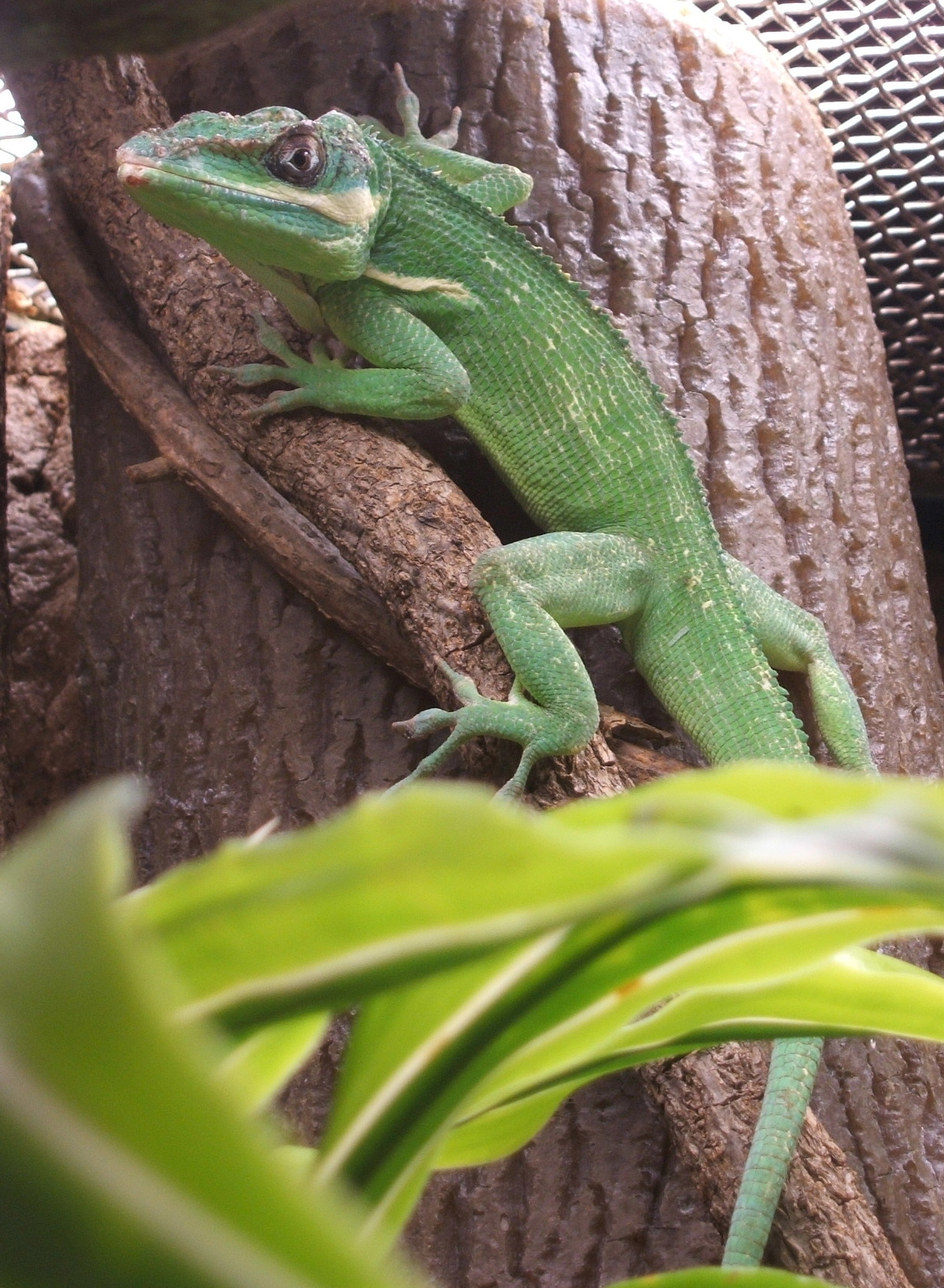
Anolis equestris
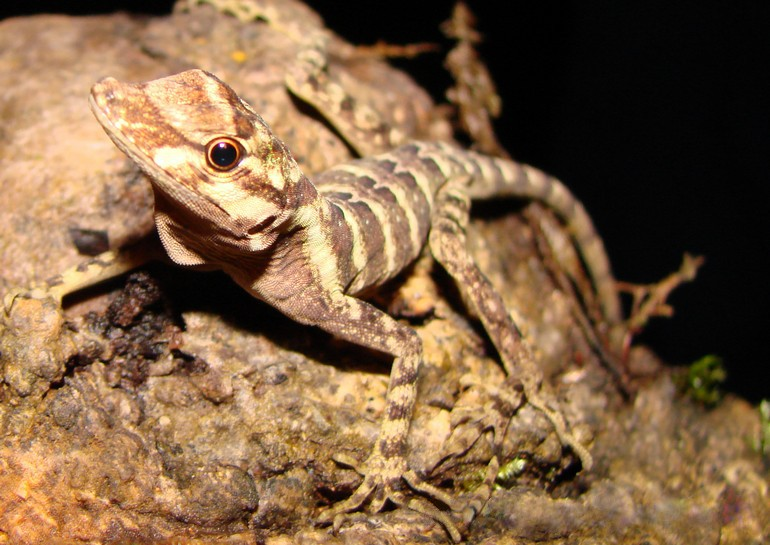
Anolis eulaemus
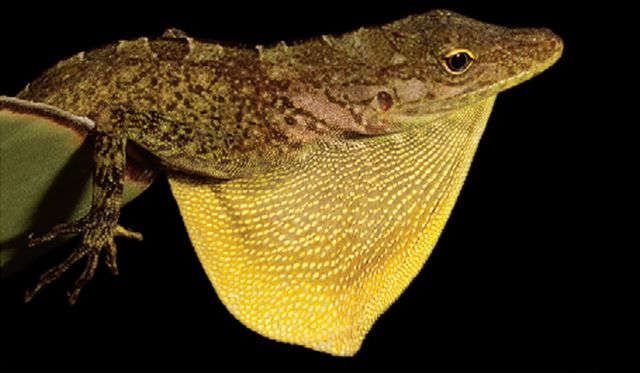
Anolis fitchi
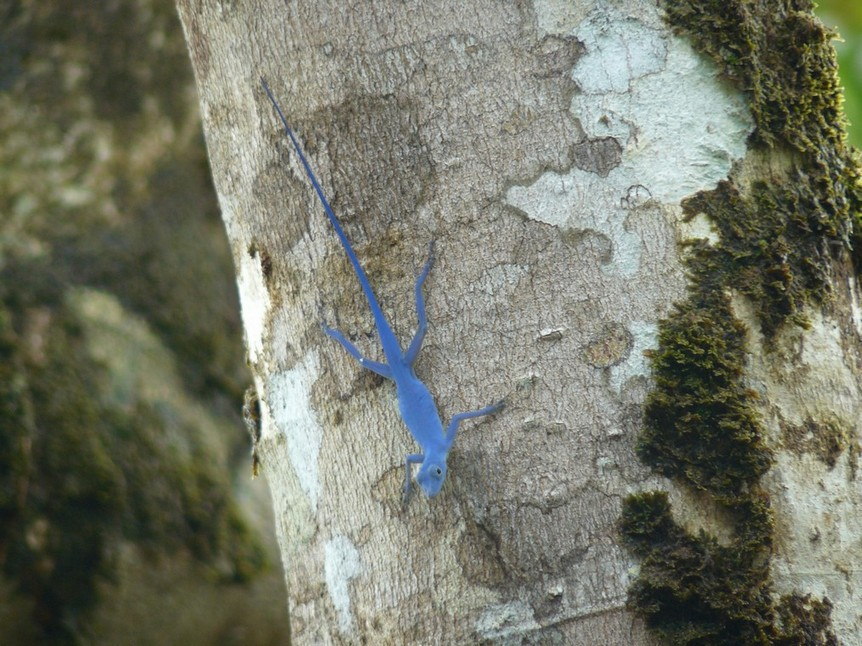
Anolis gorgonae
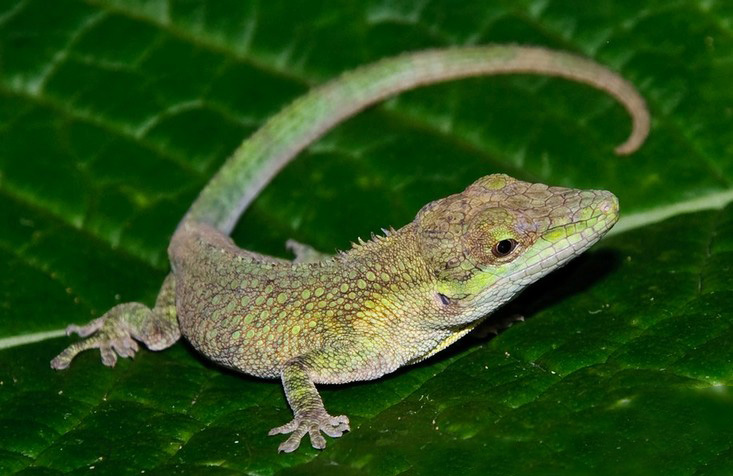
Anolis heterodermus
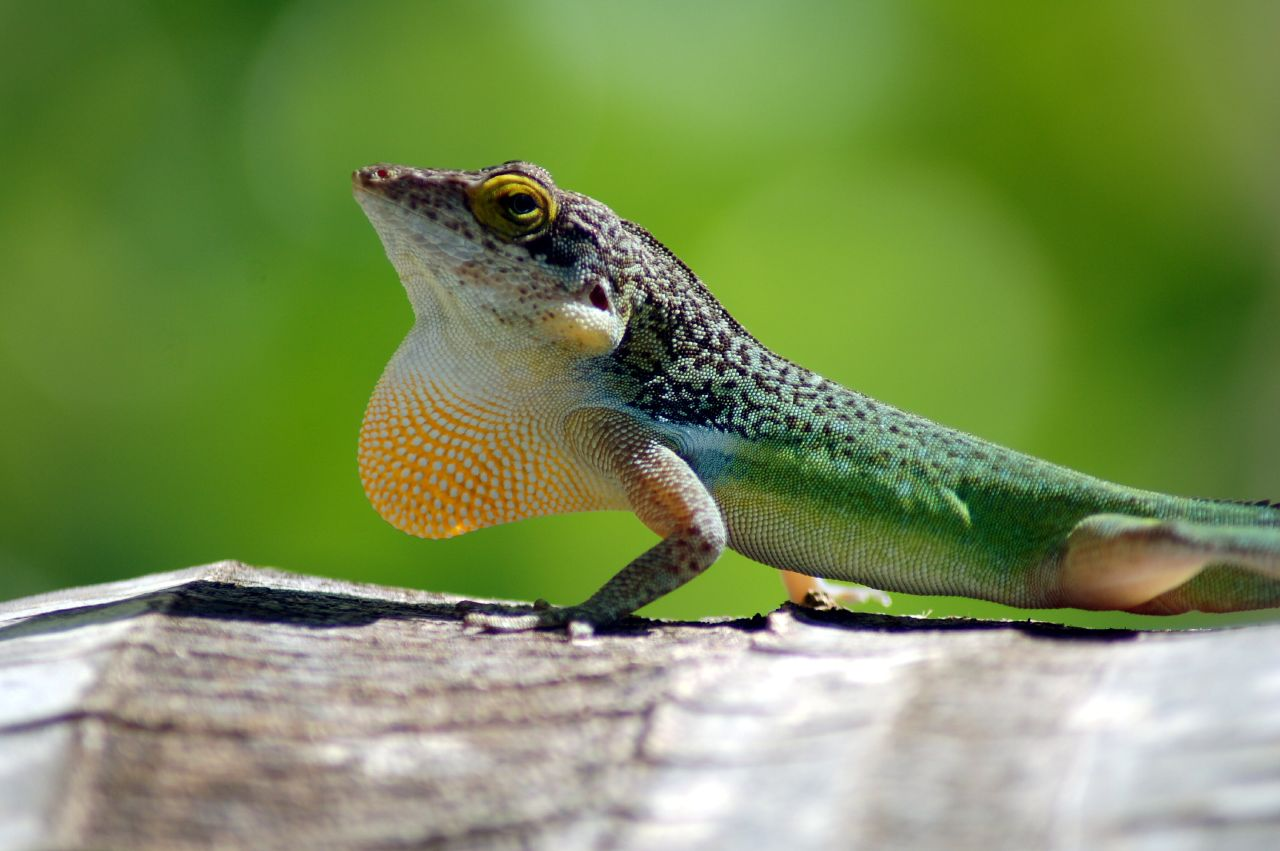
Anolis leachii
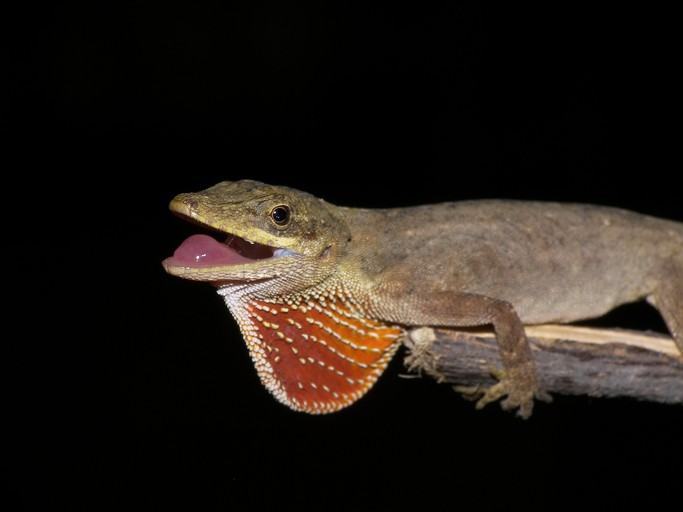
Anolis mariarum
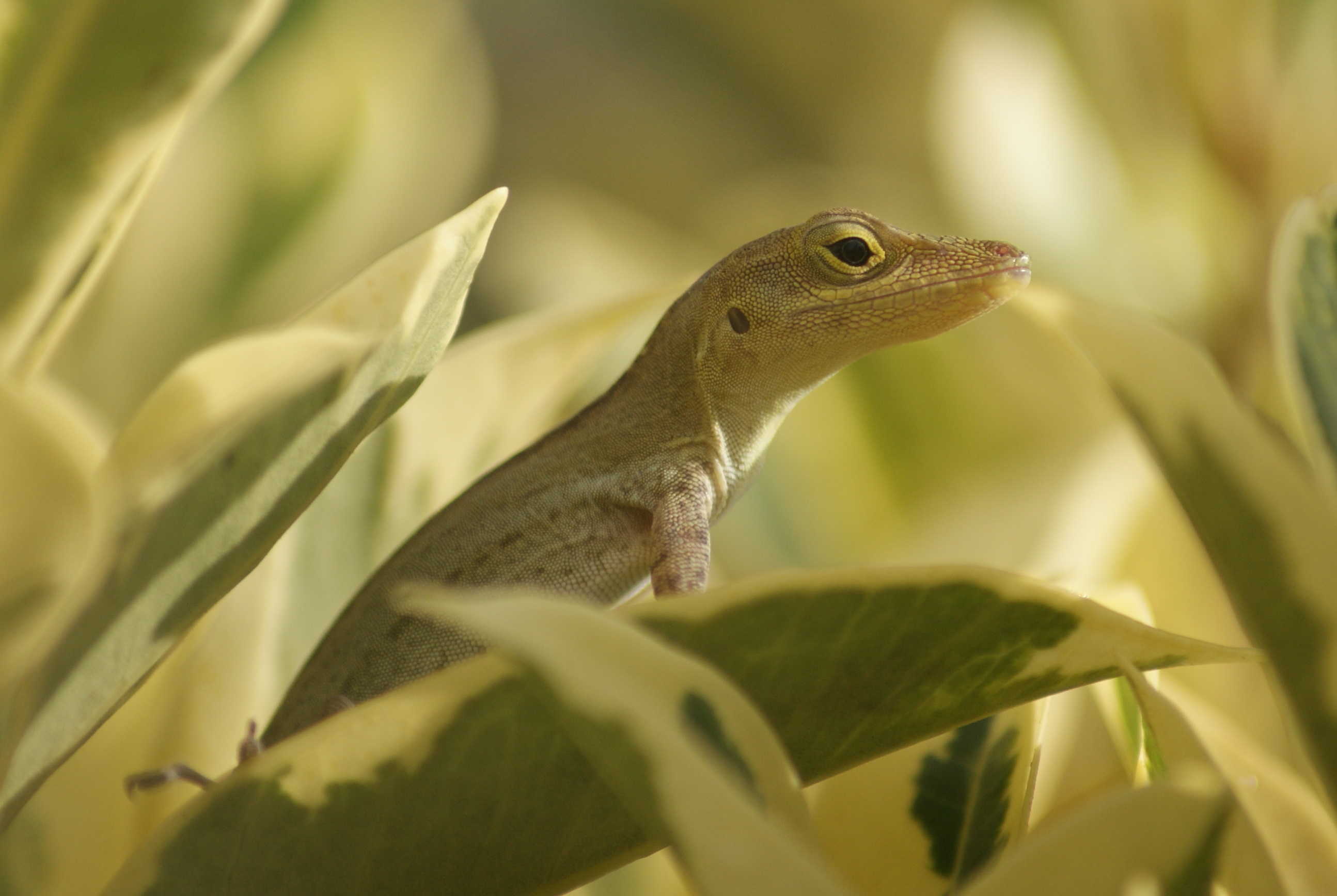
Anolis marmoratus
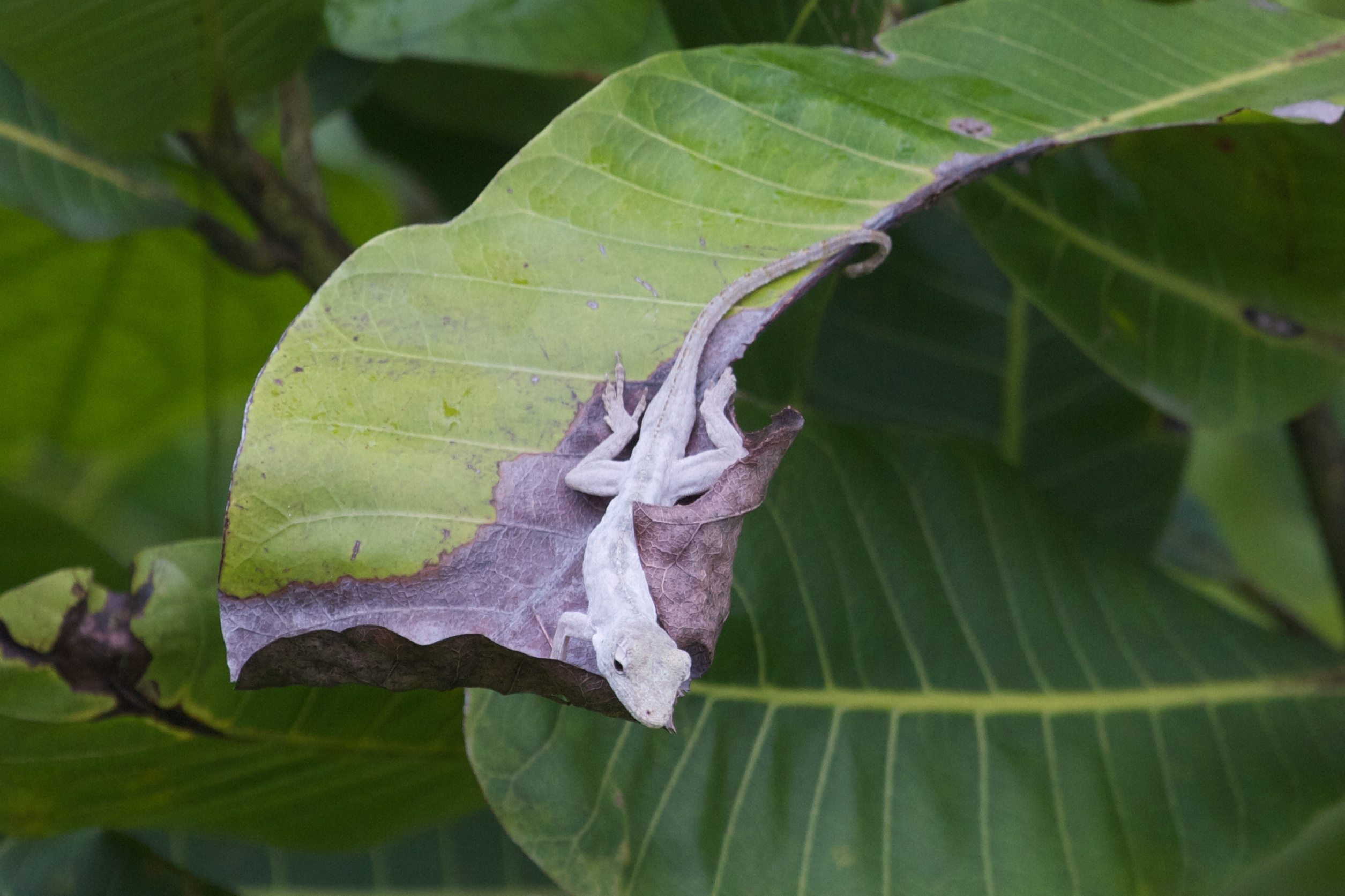
Anolis pentaprion
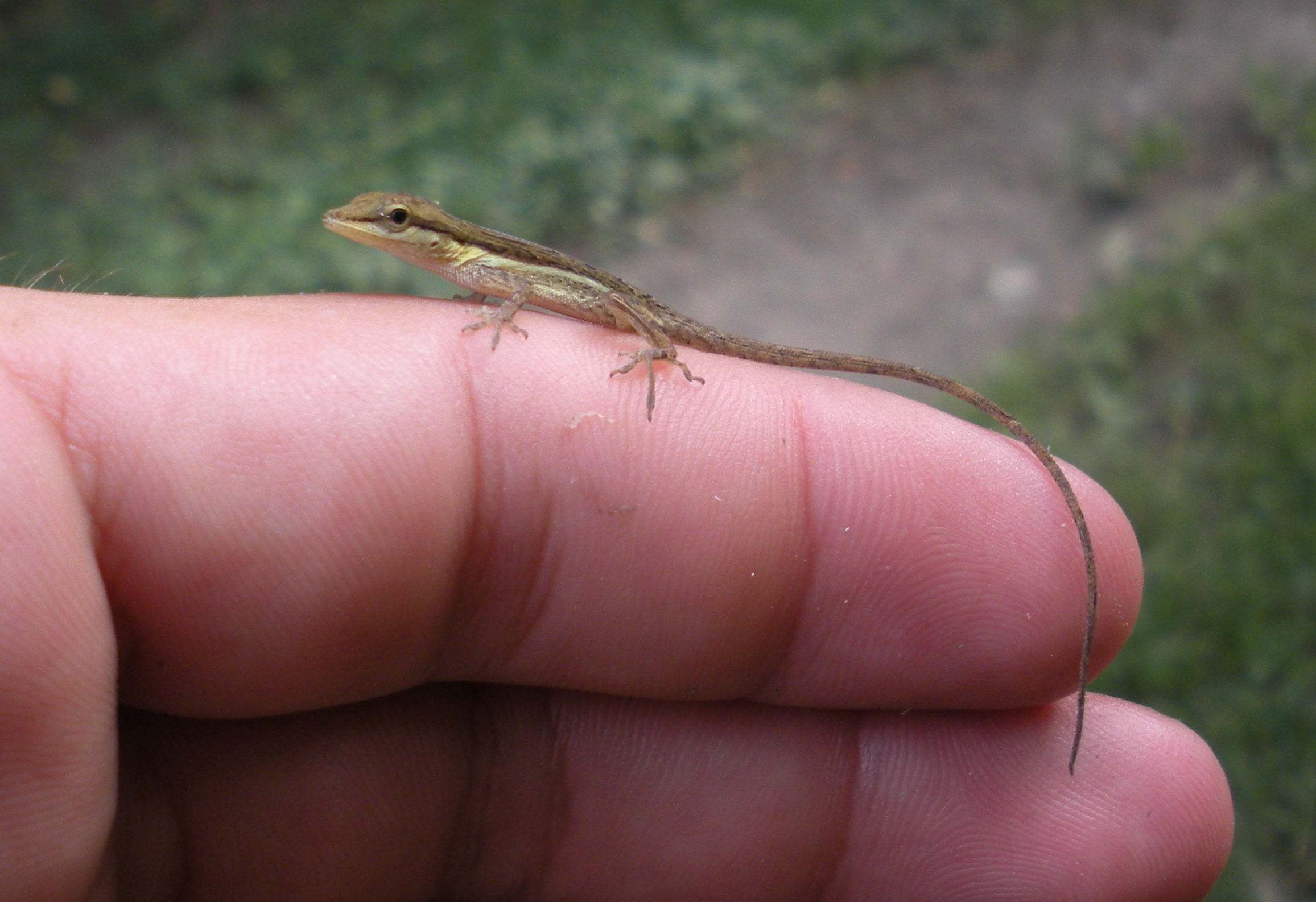
Anolis pulchellus
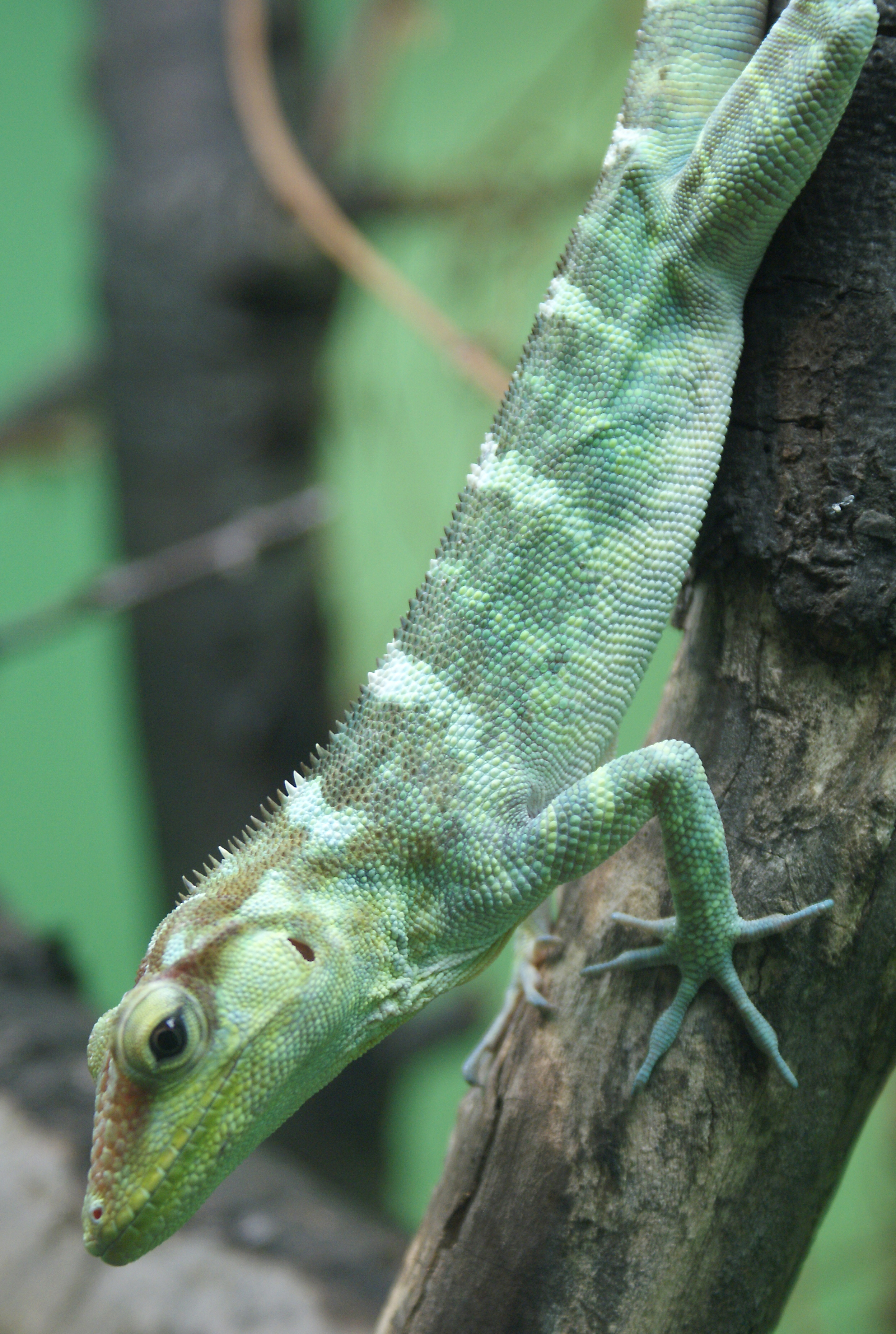
Anolis ricordi
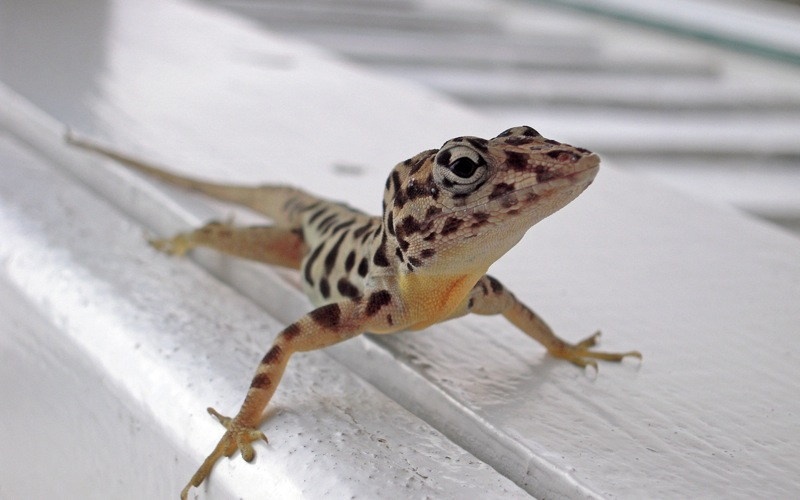
Anolis sabanus
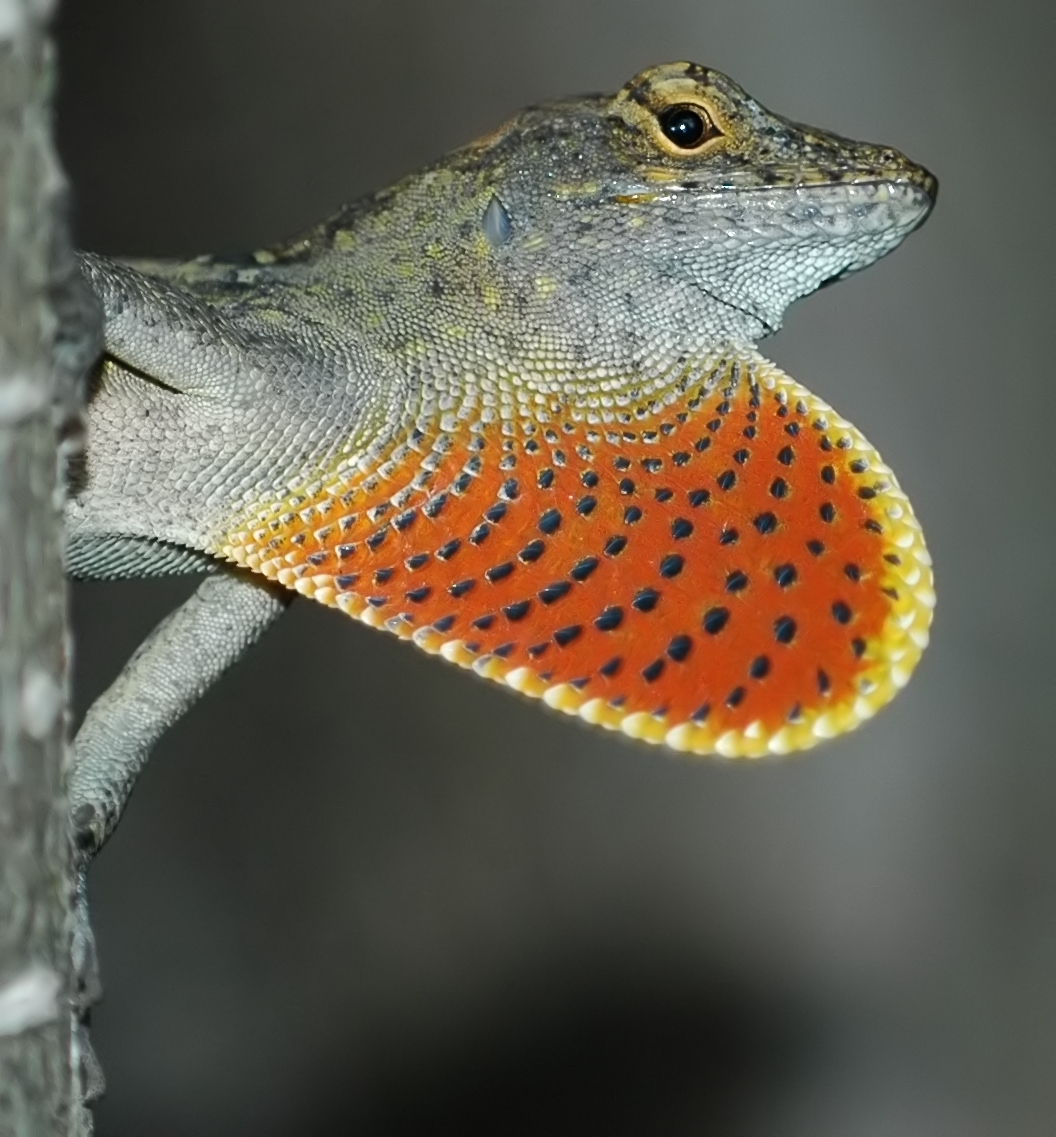
Anolis sagrei
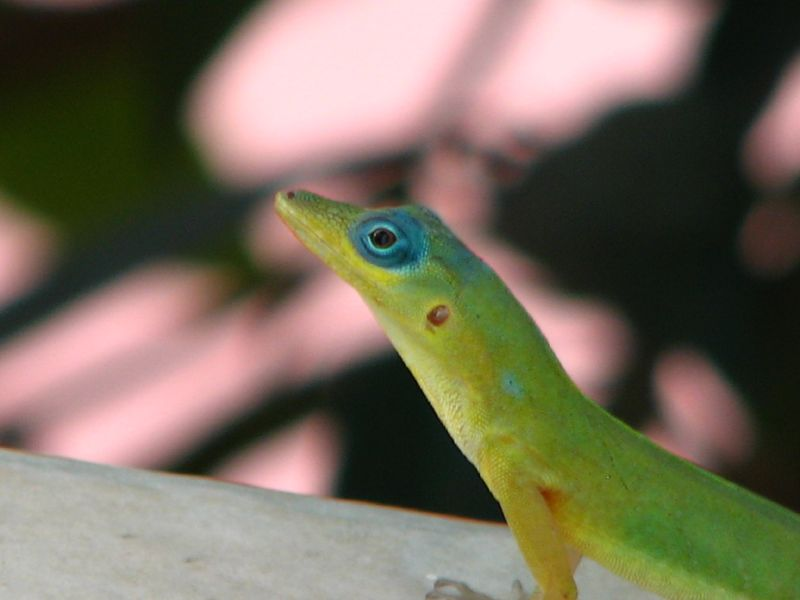
Anolis trinitatis
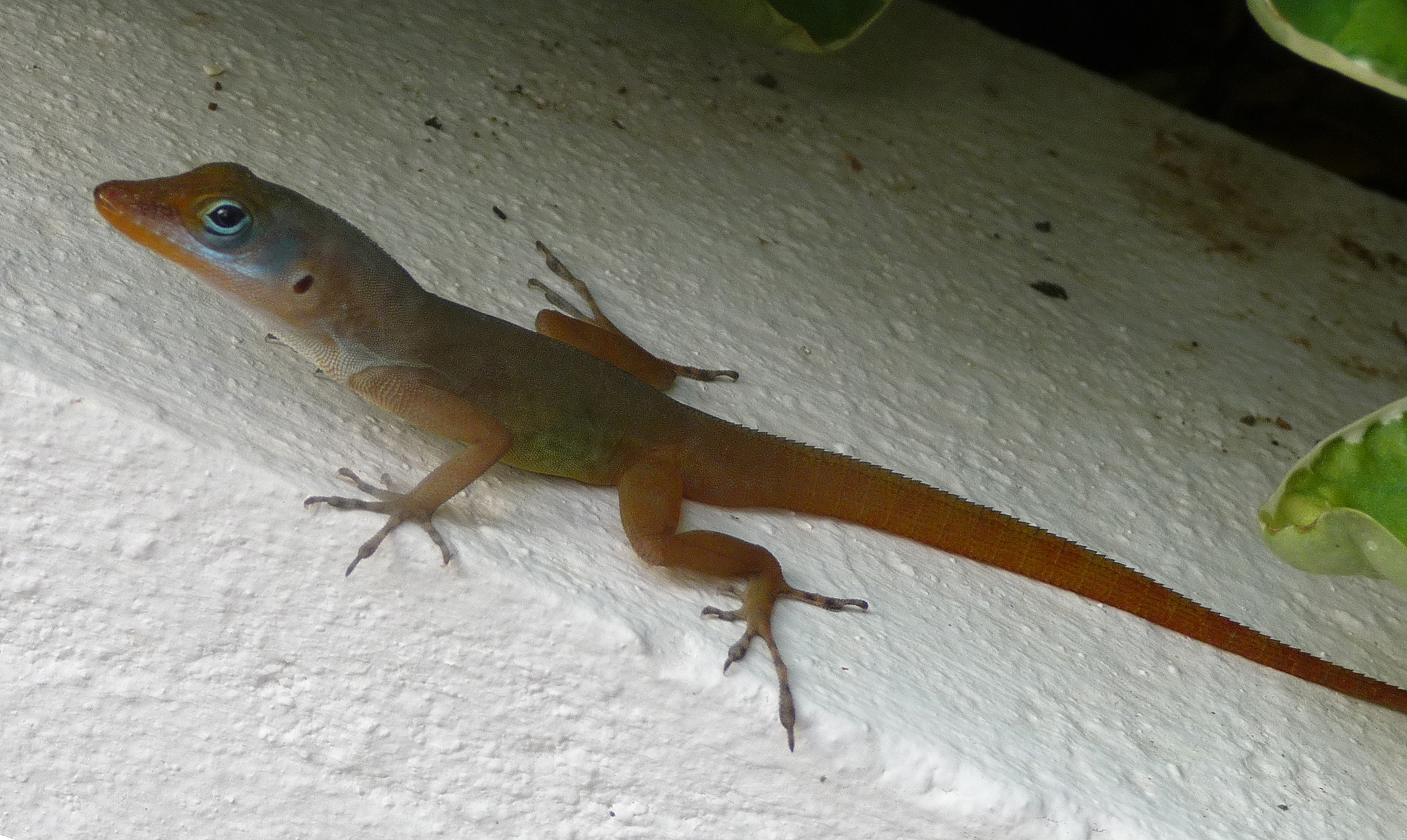
Anolis wattsi
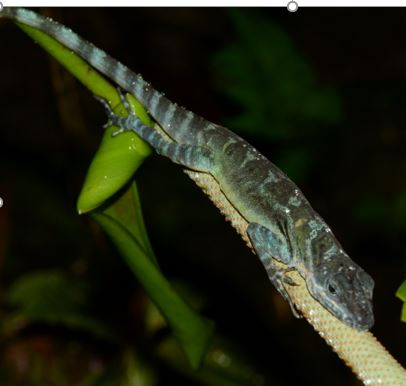
Anolis maculigula